# Vietcong (jeu vidéo)
Pour les articles homonymes, voir Vietcong (homonymie).
Vietcong est un jeu vidéo de tir à la première personne ayant pour cadre la guerre du Viêt Nam, sorti en 2003 et fonctionnant sur Windows. Le jeu a été développé par Pterodon et Illusion Softworks puis édité par Gathering of Developers et Take Two Interactive.
Une suite, Vietcong 2, est sortie en 2005.

## Trame

### Résumé
L’histoire se déroule en 1967, au début de la guerre du Viêtnam. Le personnage principal est le sergent chef Steve R. Hawkins des forces spéciales américaines, chargé des renseignements. Il est muté au camp de Nui Pek situé sur les hauts plateaux du sud Viêt Nam, à quelques kilomètres de la frontière cambodgienne. Lui et son équipe ont pour mission d’entraîner les milices locales, les CIDG, d’éliminer la résistance Vietcong et surtout de bloquer une partie de « la Piste Hô Chi Minh » qui passe non loin de la. Les bérets verts mènent ainsi leur propre guerre alors qu’une autre totalement différente se déroule en d’autres points du Viêt Nam.

### Personnages
- Steve R. Hawkins est sergent chef au camp avancé de Nui Pek, sur les hauts plateaux du Sud Viêt Nam. Il est le chef d’équipe du petit contingent américain, chargé du renseignement.
- Peter Defort est sergent chef. Son rôle au sein du petit contingent américain est opérateur radio.
- Joe Crocker est le médecin de la base américaine.
- C.J. Hornster est le mitrailleur et le spécialiste en armement lourd du camp de Nui Pek.
- Thomas Bronson, est sergent et sapeur.
- Le Duy Nhut, « Nhut », est un sergent des forces sud-vietnamiennes et guide.
  - Voir les Grades de l'armée américaine pour les correspondances avec ceux de l’armée française

## Bande-son
La bande-son a été choisie pour mettre le joueur dans l’ambiance des années 1960 ; entre chaque mission, il peut allumer la radio et entendre Double-J, le présentateur radio vedette de l’AFVN (en) (radio des forces armées américaines au Viêt Nam), introduire des morceaux comme :
- Hey Joe - Deep Purple
- Primitive - The Groupies
- I Wanna Be Your Dog - The Stooges
- Riot on sunset strip - The Standells
- Vinyl Girl - The Living Dead
- Firestone Eyes - The Bobby Lomax Journey
- Soul Lovin' - Francis Collins avec la participation de The Memphis Horns
- Hey! - The Fur Seeds
- Break on Free - The Jack Knives
- Everybody diggin’ - Cave and the Brothers of Love avec la participation de The Memphis Horns
- Girls won’t say my name - Northfield Shack
- You don't know - The Outsiders
- Days of Fire - Cosmic Roulette
- Sun sets fine - Davis
- Selfless - The Domes of Silence
- Utopia - The Domes of Silence
- Ainsi que d'autres morceaux composés et interprétés par des membres de l'équipe de développement : Tomas Slapota (compositeur), Petr Mores (guitariste et responsable des musiques), Tomas Slapota (clavieriste et joueur d’harmonica), Vladimir Beranek (bassiste/guitariste) et Pavel Gottwald (batteur et percussionniste).

## Accueil
- Jeux vidéo Magazine : 16/20[1]
- Jeuxvideo.com : 16/20[2]

## Extensions
Il existe quatre extensions pour Vietcong, l'un sur support CD-ROM, les trois autres téléchargeables gratuitement sur Internet :
- Fist Alpha est une préquelle à Vietcong. On y incarne le Sergent Douglas, prédécesseur d’Hawkins à Nui Pek. Au reste tous les personnages sont les mêmes si ce n’est Nhut, remplacé par un autre soldat de l'ARVN, Nguyen. C'est l’add-on officiel disponible sur CD.
- Red Dawn ajoute une mission solo du côté américain et une campagne Vietcong en mode multijoueur (add-on officiel).
- Strike Force offre plusieurs nouvelles cartes en mode multijoueur (add-on non officiel).
- Rising Sun propose quelques missions solo du côté américain et plusieurs nouvelles cartes en mode multijoueur (add-on non officiel).

Une version console verra le jour également:
- Purple Haze qui est un fait une compilation de Vietcong et de son add-on Fist-Alpha dans un boîtier contenant quatre CD-ROM. Cette version est sortie sur PC, PlayStation 2 et Xbox.